# Viktor Romanov
Viktor Egorovič Romanov (in russo Виктор Егорович Романов?; Leningrado, 15 settembre 1937) è un ex pistard sovietico, dal 1991 russo.

## Palmarès

### Olimpiadi
- 1 medaglia:
  - 1 bronzo (Roma 1960 nell'inseguimento a squadre)

### Mondiali
- 2 medaglie:
  - 1 oro (Rocourt 1963 nell'inseguimento a squadre)
  - 1 bronzo (Milano 1962 nell'inseguimento a squadre)